# First Market Tower
First Market Tower je mrakodrap v centru kalifornského města San Francisco. Má 38 pater a výšku 161 metrů, společně s budovou McKesson Plaza se dělí o 15. a 16. místo nejvyšších mrakodrapů ve městě. Byl dokončen v roce 1972 a za designem budovy stojí firma John Carl Warnecke and Associates. V budově se nachází kancelářské prostory.